# 조지환
조지환(1978년 5월 2일 ~ )은 대한민국의 배우이다.

## 출연 작품

### 영화
- 《실미도》 (2003년) - 지환 역
- 《한반도》 (2006년) - 일본 낭인 역
- 《시체가 돌아왔다》 (2012년) - 경찰 1 역
- 《미운오리새끼》 (2012년) - 중대장 역
- 《친구 2》 (2013년) - 은기 오른팔 역
- 《스톤》 (2014년) - 상식 역
- 《극비수사》 (2015년) - 중부형사 1 역
- 《1987》 (2017년) - 대공형사 2 역
- 《미쓰백》 (2018년) - 강 형사 역

### 드라마
- 《마이걸》 (SBS, 2005년 ~ 2006년) - 유린에게 진단서를 보여주는 남자 역
- 《닥터 깽》 (MBC, 2006년)
- 《아이리스 시즌 1》 (KBS2, 2009년)
- 《갑동이》 (tvN, 2014년) - 이형년 역
- 《드라마 페스티벌 - 형영당 일기》 (MBC, 2014년) - 노복 역
- 《달콤살벌 패밀리》 (MBC, 2015년) - 장법규 역
- 《원티드》 (SBS, 2016년) - 유동준 역

### 방송
- 《스타맞선》 (SBS, 2011년)
- 《기적의 오디션》 (SBS, 2011년)

### 연극
- 《안티고네》
- 《달토끼가 말했어》
- 《태풍, 이장수》
- 《다리퐁 모단걸》
- 《코끼리와 나》
- 《염소 혹은 실비아는 누구인가?》
- 《어느날 문득, 네개의 문》
- 《먼데이 5PM》
- 《행복한 눈물》
- 《너와 함께라면》